# Corinne Hofmann
Corinne Hofmann (Frauenfeld, 4 de junio de 1960) es una escritora alemana, residente en Suiza, famosa por su libro superventas Die weisse Massai (La masái blanca).

## Biografía
Nació en Frauenfeld el 4 de junio de 1960, de padre alemán y madre francesa. Tras completar la escuela secundaria en el cantón de Glaris, recibió formación en ventas y trabajó varios años para una compañía de seguros. A la edad de 21 años abrió su propia tienda de moda para novias y ropa exclusiva de segunda mano.
En 1986, Hofmann y su novio Marco hicieron un viaje a Kenia. Allí conoció a Lketinga, un guerrero samburu, un grupo étnico emparentado con los Masái, del que se enamoró. Dejó entonces a su novio y volvió a Suiza para vender sus posesiones. Seis meses después, regresó a Kenia para casarse con Lketinga y vivir en la aldea Barsaloi. Poco tiempo después, nació su hija Napirai.
Las condiciones de vida en la aldea eran muy difíciles. Vivían en una choza de barro, con poca higiene y a varias horas de la ciudad más cercana. Su hija sufrió desnutrición y ella misma enfermó varias veces de malaria. Además, tuvo graves conflictos culturales debido a las diferencias en la concepción de la sexualidad, la poligamia, la mutilación genital femenina o la educación. Su relación con Lketinga se deterioró aún más a causa de los celos de éste y esto la llevó en 1990 a separarse de su marido y a volver a Suiza con su hija de 3 años.
Más tarde, decidió escribir un libro sobre las experiencias vividas en Kenia. El libro, titulado Die weisse Massai (La masái blanca), llegó a ser todo un fenómeno. Fue traducido a varios idiomas, y en 2005 fue llevado al cine protagonizado por la actriz alemana Nina Hoss y Jacky Ido.
Desde entonces, Corinne Hofmann ha escrito otros cuatro libros: Zurück aus Afrika (De vuelta de África), Wiedersehen in Barsaloi (Nos vemos en Barsaloi), Afrika, meine Passion (África, mi pasión) y Das Mädchen mit dem Giraffenhals (La chica del cuello de jirafa).